# Даренський Артем Андрійович
Артем Даренський (нар. 7 липня 2001, Дніпро, Україна) — український фігурист, що виступає у парному спортивному фігурному катанні. Бронзовий призер III зимових юнацьких Олімпійських ігор 2020 в командних змаганнях, триразовий чемпіон України в парному катанні (2017/2018; 2018/2019; 2021/2022). Майстер спорту.

## Біографія
Студент Харківської державної академії фізичної культури. Вихованець Комунального позашкільного навчального закладу «Міська дитячо-юнацька спортивна школа із зимових видів спорту» Дніпровської міської ради. Перший тренер — Ганна Штефан.

## Спортивна кар'єра
Фігурним катанням займається з 2006 року. В парному катанні з 2016 року, перша партнерка — Анастасія Смірнова. З 2017 року в парі з Софією Нестеровою.
Бронзовий призер III зимових юнацьких Олімпійських ігор 2020 в змішаній команді «Team Vision».
Після завершення кар'єри Софією Нестеровою навесні 2020 року встав в пару з Софією Голіченко.

### Сезон 2020—2021
На кваліфікаційному на Олімпійські ігри 2022 року чемпіонаті світу в Стокгольмі, Швеція, не виступили через позитивний тест на коронавірус.

### Сезон 2021—2022
На Небельхорн Трофі, останньому кваліфікаційному турнірі на Зимові Олімпійські ігри в Пекіні, Китай, посіли одинадцяте місце та не змогли отримати олімпійську ліцензію.
У грудні 2021 року було оголошено учасників командного турніру, до яких увійшла збірна України, що дало змогу отримати додаткову олімпійську квоту на командний турнір серед спортивних пар, яку за підсумками чемпіонату України отримали Софія Голіченко та Артем Даренський.
Не зважаючи на відсутність можливості тренуватися до чемпіонату світу після російського вторгнення в Україну 24 лютого 2022 року, поставили нову коротку програму на пісню "Жива" української групи "The Hardkiss", яку представили на дебютному для себе чемпіонаті світу в Монпельє, Франція, продемонструвавши 13 результат та кваліфікувались до довільної програми, з якої змушені були знятися, щоб уникнути травмування.

## Програми
| Сезон     | Коротка програма                                                      | Довільна програма                                                     |
| --------- | --------------------------------------------------------------------- | --------------------------------------------------------------------- |
| 2020–2021 | Піна у виконанні Томаса Ханріч хореограф Іван Литвиненко              | Люди в чорному 3 у виконанні Денні Ельфмана хореограф Іван Литвиненко |
| 2021–2022 | Nuvole Bianche у виконанні Людовіко Ейнауді хореограф Іван Литвиненко | Люди в чорному 3 у виконанні Денні Ельфмана хореограф Іван Литвиненко |
| 2021–2022 | Жива у виконанні "The Hardkiss"                                       | Люди в чорному 3 у виконанні Денні Ельфмана хореограф Іван Литвиненко |

## Спортивні досягнення
(в парі з Софією Нестеровою)
| Змагання/Сезон                              | 2017/18 | 2018/19 | 2019/20 |
| ------------------------------------------- | ------- | ------- | ------- |
| Чемпіонати світу серед юніорів              | 14      | 8       |         |
| Зимові юнацькі Олімпійські ігри             |         |         | 7       |
| Чемпіонати України                          | 1       | 1       | 3       |
| Чемпіонати України серед юніорів            | 1       | 1       |         |
| Етапи юніорського Гран-Прі: JGP Austria     |         | 5       |         |
| Етапи юніорського Гран-Прі: JGP Czech Skate |         | 8       |         |
| Етапи юніорського Гран-Прі: JGP Poland      |         |         | 10      |
| Етапи юніорського Гран-Прі: JGP Croatia     |         |         | 12      |

(в парі з Софією Голіченко)
| Міжнародні змагання                            | Міжнародні змагання | Міжнародні змагання |
| Змагання/ Сезон                                | 20-21               | 21-22               |
| ---------------------------------------------- | ------------------- | ------------------- |
| Зимові Олімпійські ігри                        |                     | 10 (к)              |
| Чемпіонати світу                               | WD                  | 13 (r)              |
| Чемпіонати Європи                              |                     | 15                  |
| Серія Челенджера: Budapest Trophy              |                     | 5                   |
| Серія Челенджера: Denis Ten Memorial Challenge |                     | 6                   |
| Національні змагання                           |                     |                     |
| Чемпіонат України                              | 2                   | 1                   |